# 劉德寬
刘德宽（1826年—1911年），字敬远，河北沧州人，滄洲六合拳傳人，精於大槍，人稱大槍劉。

## 生平
在家學得父親劉仕俊之鷹爪拳術，在神机营当过差，在和盛镖局当过镖师，曾師從滄洲六合拳傳人李凤岗學技，亦學藝於田春奎、徐六等的拳械，精六合大枪 ，以大枪闻名。
中年至京、津一带，曾向董海川学八卦掌、向杨露禅学太极。劉德寬門下傳說，董海川與楊露禪曾經換藝，彼此學習對方的拳術，並想將其融合為一。董海川在生前並沒有完成，但將這門功夫傳授給劉德寬，為八卦太極拳的起源。
民國17年(1928年)中央國術館成立後，李元智與吳俊山先生，同為中央國術館專家教授。二人將數門武技，即心意六合拳、八卦掌及楊式太极拳進行融合，將其標準化、系統化，編成了標準套路。並製定『太極行功』,『八卦歸一劍』與『盤手』，並將此體系定名曰『八卦太極拳』。

## 弟子
傳李元智、吳俊山。

## 河北沧州六合拳之承傳
第一代李冠铭 传第二代 李凤岗，三傳刘德宽（大枪刘），刘德宽在北京传刘彩臣（北京大学国术教习）、赵鑫洲、许禹生等人。